# Revue des études juives
«Revue des études juives» (Обзор еврейских исследований) — французский журнал (ревю), выходящий четыре раза в год (ежеквартально) в Париже. Журнал носит строго научный характер, печатает богатый, частью неизданный материал по истории евреев Франции, а также других стран. Это одно из старейших действующих научных периодических изданий на тему иудаики (американское «Еврейское ежеквартальное обозрение» было основано, например, в 1889 году).
Был основан обществом под тем же названием (Société des Études Juives) в рамках Практической школы высших исследований в июле 1880 г.; главным редактором был Исидор Лёб, а после его смерти (1892) — Израиль Леви.
Ведётся также библиографический листок о новых книгах о еврействе на различных языках. Из сотрудников ревю в различное время ЕЭБЕ отметила имена В. Бахера, Арсена и Джеймса Дармстетеров, Иосифа и Гартвига Деренбургов, Эрн. Ренана, Цадока Кана, Жозефа Галеви, Кайзерлинга, Кауфмана, Н. Поргеса, С. Познанского, М. Шваба, А. Гаркави, Бауэра, Мольда, Шейда, Нейбауэра, Ж. Вейля, братьев Рейнахов Саломона и Теодора и т. д.
Более всего статей помещено Ис. Лёбом, который сумел сделать журнал лучшим научным органом еврейства. Должны быть особо отмечены статьи по библейскому отделу Иосифа Деренбурга и по библейской археологии Жозефа Галеви. Шваб поместил массу весьма важных исторических документов и надписей.
Многие статьи, печатавшиеся в ревю, вышли потом отдельными книгами. В 1910 г. вышел Алфавитный перечень (Index alphabétique) к 50 томам ревю, то есть за время от 1880 до 1905 г.